# 马纳夫·尤尼斯
马纳夫·尤尼斯（阿拉伯语：‎，1996年11月16日—），伊拉克职业足球运动员，司职后卫。现效力于伊拉克足球超级联赛球会魯薩法警察，也代表伊拉克国家足球队。

## 荣誉

### 俱乐部
巴格达拉希德
- 伊拉克足總盃冠军：2021–22

魯薩法警察
- 伊拉克足球超级联赛冠军：2022